# 加登鎮區 (阿肯色州伍德拉夫縣)
加登鎮區（英語：Garden Township）是位於美國阿肯色州伍德拉夫縣的一個行政鎮區。

## 地方資料
加登鎮區的面積為65.74平方千米，當中陸地面積為63.94平方千米，而水域面積為1.80平方千米。根據2010年美國人口普查的數據，當地共有人口17人，而人口密度為每平方千米0.26人。